# 石威
石威是一家美国工程承包商，总部位于马萨诸塞州斯托顿。公司由电气工程师查尔斯·奥古斯都·斯通和埃德温·西布利·韦伯斯特在1889年联手创立，成立之初时，业务项目有电气测试、咨询。20世纪初，石威公司承包了美国许多城市（如达拉斯、休斯顿、西雅图）的有轨电车服务。该公司还修建了美国绝大部分核电设施。2000年，石威被绍尔集团收购。